# 丸尾光春

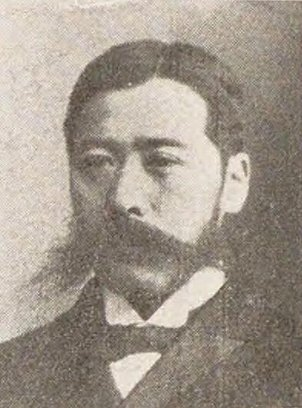
丸尾光春

丸尾 光春（まるお こうしゅん、元治2年1月16日（1865年2月11日） - 大正12年（1923年）4月2日）は、日本の衆議院議員（立憲国民党）。医師。

## 経歴
播磨国朝来郡生野町（現在の兵庫県朝来市）に福井又次郎の二男として生まれ、丸尾八右衛門の養子となった。1887年（明治20年）、兵庫県立神戸医学校を卒業。生野町会議員、朝来郡会議員、同議長、兵庫県会議員、同副議長に選ばれた。
1912年（明治45年）、第11回衆議院議員総選挙に出馬し、当選を果たした。